# Parabasis pratti
Parabasis pratti är en fjärilsart som beskrevs av Bethune-Baker 1904. Parabasis pratti ingår i släktet Parabasis och familjen tandspinnare. Inga underarter finns listade i Catalogue of Life.